# Marrakech
Marrakech (arabisk: مراكش, Murrākuš) er en by beliggende i det sydvestlige Marokko med 928.850(2014) indbyggere.
Byen er en af Marokkos fire traditionelle hovedstæder; den ligger ved foden af Atlasbjergene og er provinshovedstad for regionen Marrakech-Tensift-Al Haouz. Navnet Marrakech (sandsynligvis mur n akuch) kommer af det berbiske sprog amzigh og betyder »Guds land«.
Byen er Marokkos fjerdestørste by efter Casablanca, Rabat og Fez. Den har det største traditionelle marked (souk) i Marokko, og det store torv Djerna al-Fna siges at være det travleste i Afrika. Som mange andre marokkanske byer har Marrakech en gammel bydel, medinaen, og en tilknyttet moderne by kaldt Gueliz.
Byen blev grundlagt af Almoravidernes fyrste Abu-Bakr Ibn-Umar i 1070–1072 for at afløse Aghmat som hovedstad. Gennem århundrederne har byen været hovedstad og center for handel, fyrster, imamer og videnskabsmænd.
Byen har jernbane til Casablanca og flyvepladsen Menara internationale lufthavn.

## Verdensarv
I 1985 blev medinaen i Marrakech opført på UNESCOs verdensarvsliste. Begrundelsen var den gamle bydels store antal bygninger og anlæg fra dens historiske guldalder. Blandt byens kulturhistoriske bygninger og seværdigheder, som var grundlag for at få verdensarvstatus, kan nævnes Saadidynastiets mausoleum, Koutoubia-moskéen, Bin Yousuf-madrassaen, flere andre moskéer, madrassaer, zaouiaer (religiøse skoler svarende til madrassaer), synagoger, Shrob ou shouf-fontænen, Almoravid Koubba fra 1117, gravene til byens syv hellige mænd, El Badi-paladset, Bahia-paladset, garverierne, markedsboderne, bymuren og byportene.
Blandt byens nyere seværdigheder er den franske maler Jacques Majorelles have Jardin Majorelle fra 1924.